# Salar de Chalviri
Le salar de Chalviri est un salar (désert de sel) du département de Potosí, en Bolivie.
Situé à une altitude de 4 369 m, au nord du désert Salvador Dalí, il fait partie de la réserve nationale de faune andine Eduardo Avaroa. Il renferme la laguna Salada.
A l'ouest du Salar de Chalviri, on trouve les sources thermales de Polques.

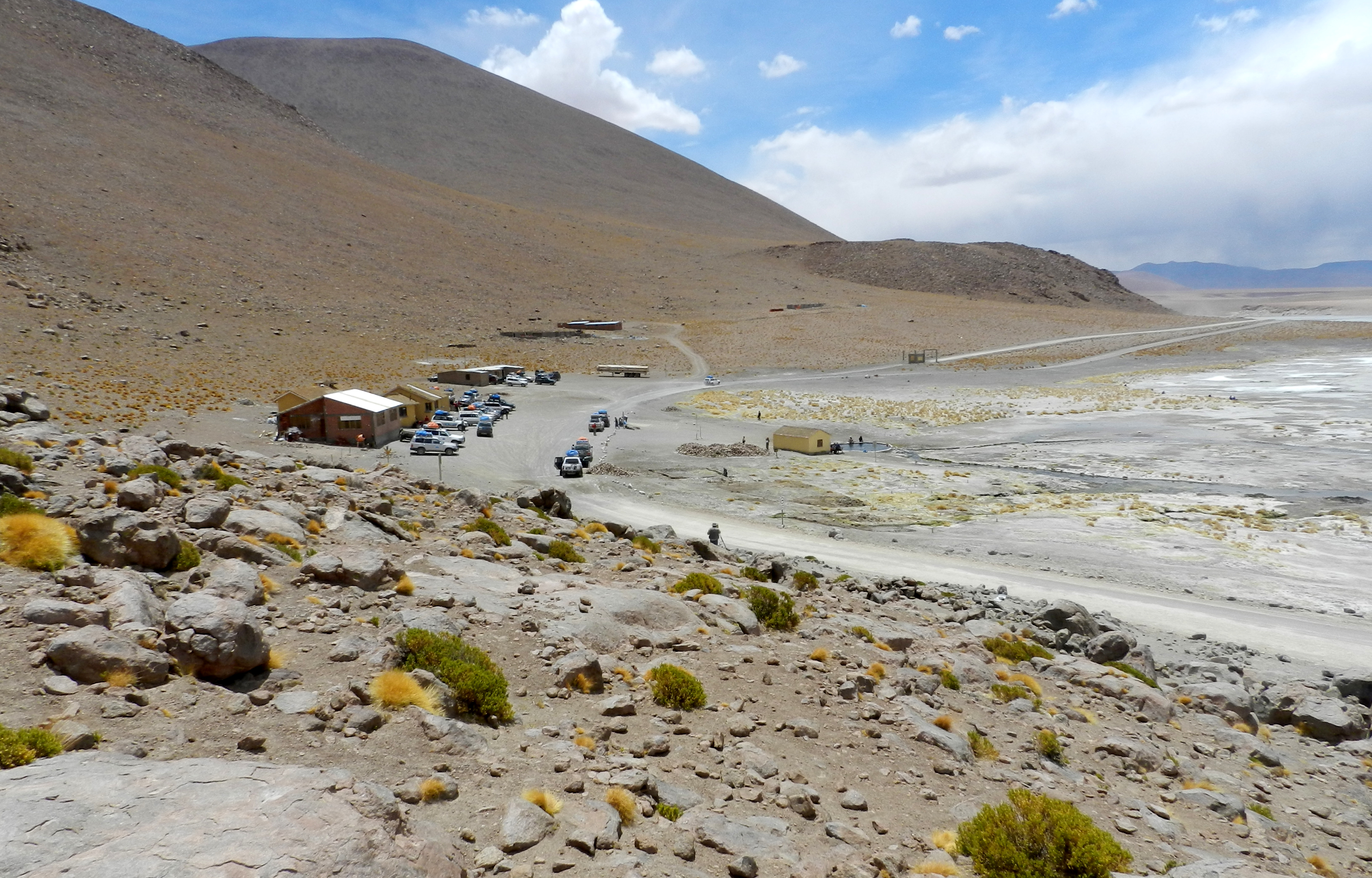
Thermes de Polques (Salar de Chalviri).
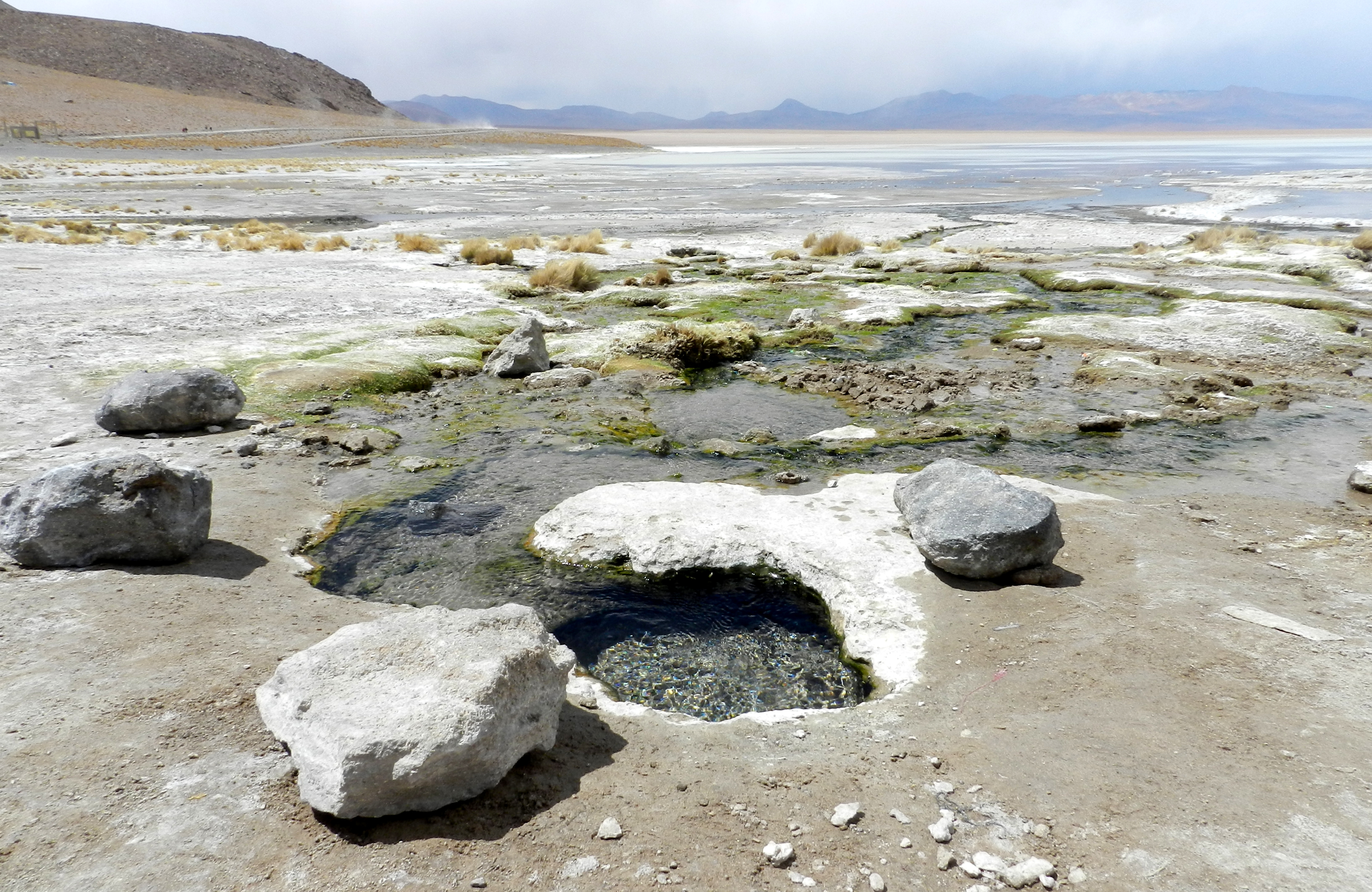
Source thermale de Polques (Salar de Chalviri).
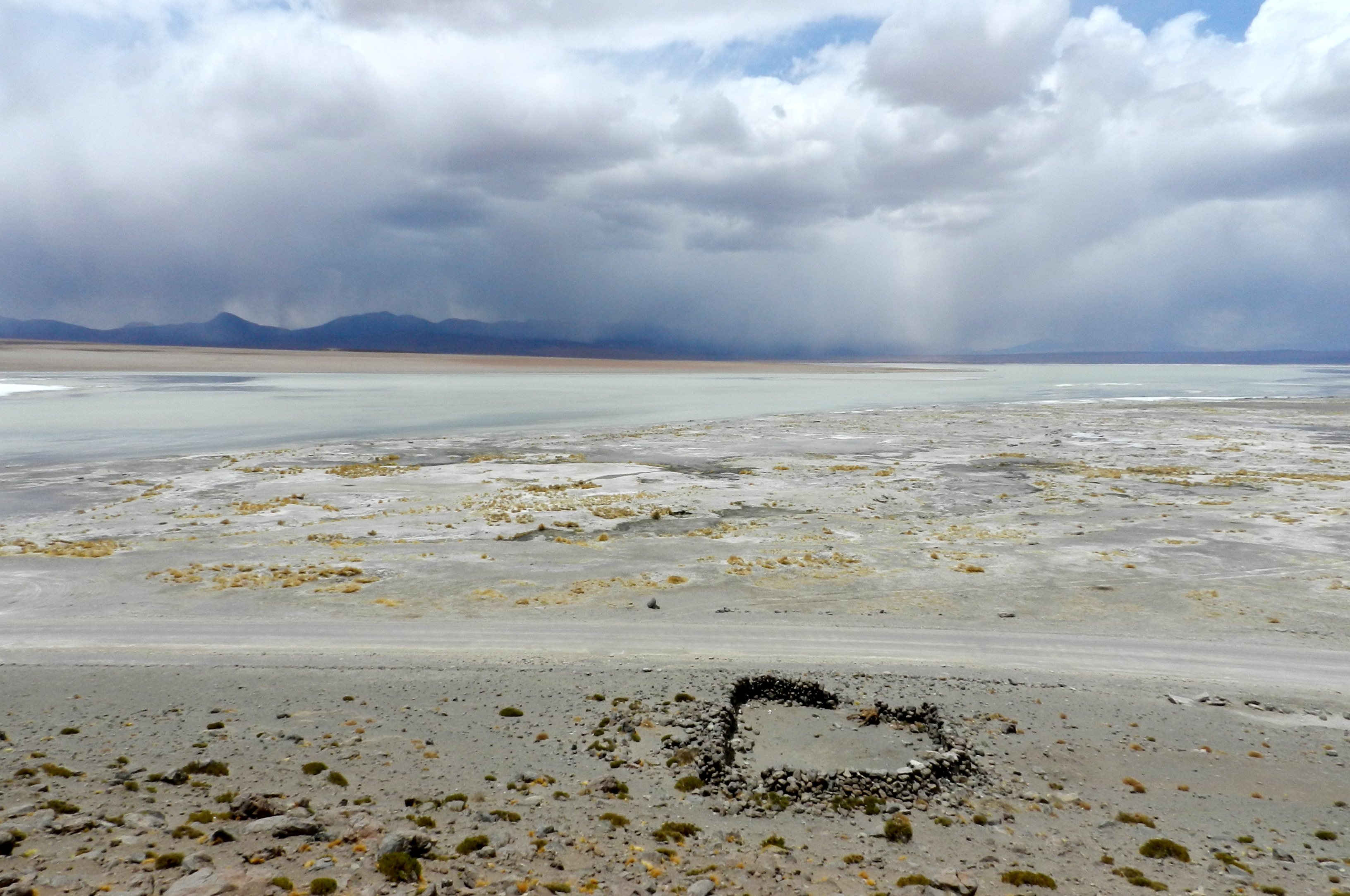
Salar de Chalviri à Polques.
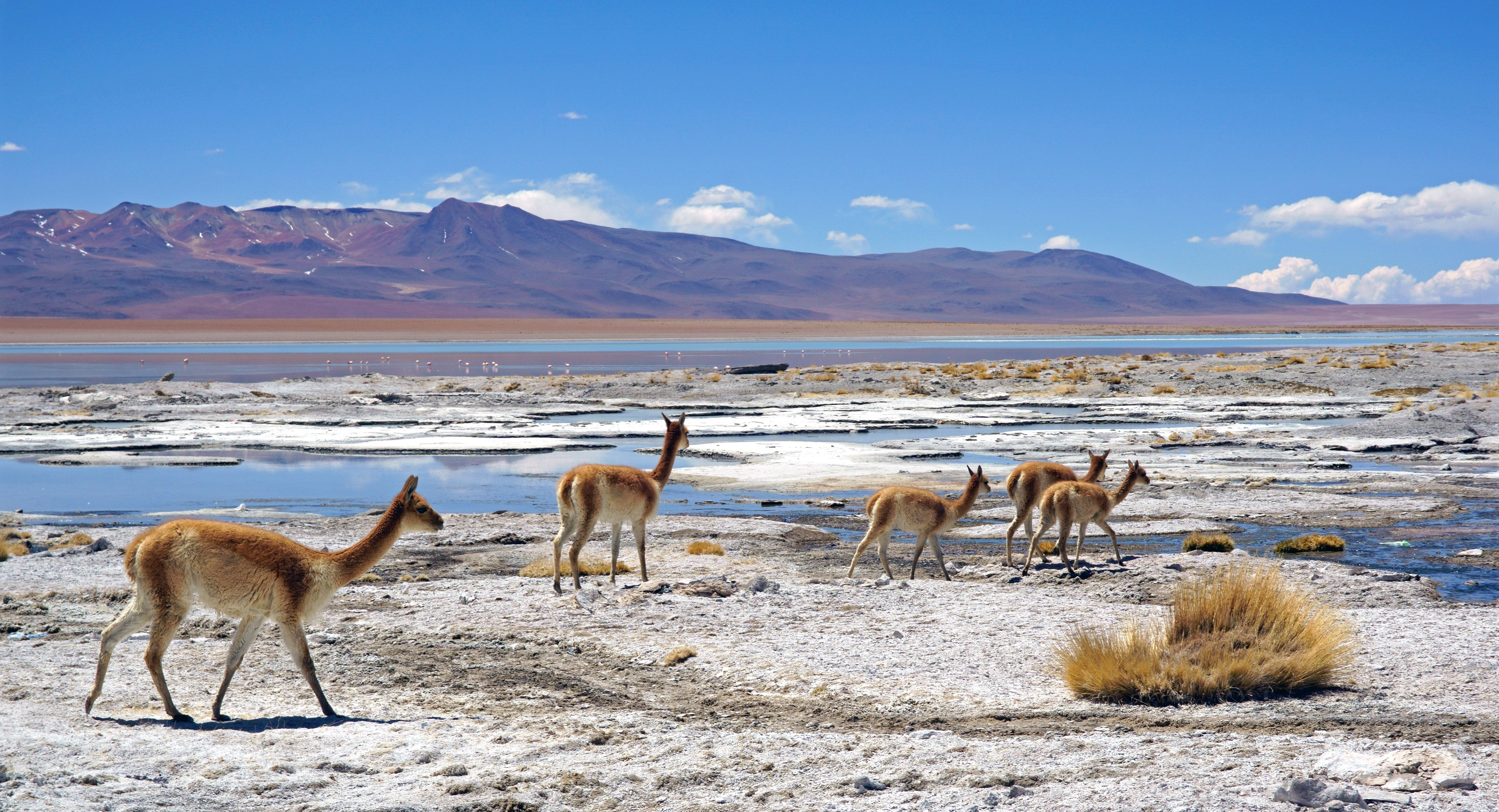
Des vigognes dans le Salar de Chalviri. Septembre 2018.